# Antal Kiss
Antal Kiss, född 30 december 1935 i Gyöngyös i Heves, Kungariket Ungern, 
död 8 april 2021 i Tatabánya i Komárom-Esztergom, Ungern, var en ungersk friidrottare inom gång.
Kiss blev olympisk silvermedaljör på 50 kilometer gång vid sommarspelen 1968 i Mexico City.